# Phyllyctus gounellei
Phyllyctus Gounellei là một loài bọ cánh cứng trong họ Bostrichidae. Loài này được Grouvelle miêu tả khoa học năm 1896.